# Santa Capilla (París)
La Santa Capilla (Sainte-Chapelle, en francés), también denominada capilla real de la Île de la Cité, es un templo gótico situado en la Isla de la Cité, en el centro de la ciudad de París, Francia. Está considerada una de las obras cumbre del periodo radiante de la arquitectura gótica. Fue construida para albergar las reliquias adquiridas por el rey San Luis de Francia, entre las que destaca la corona de espinas, por lo que ha sido considerada como un enorme relicario. Gracias a las innovaciones del sistema constructivo gótico, prácticamente carece de soportes murales (paredes), existiendo en su lugar multitud de vanos (ventanas) que filtran la luz a través de las vidrieras policromadas.

## Historia
La historia de la capilla comienza en 1241 cuando fueron llevadas hasta Francia, desde Siria y Constantinopla, la corona de espinas, parte de la cruz, el hierro de la lanza de Longinos, la esponja y otras reliquias del martirio de Jesucristo, que habían sido adquiridas por el rey Luis IX a Balduino II, último emperador latino de Constantinopla. El rey francés acudió a recibir estas sagradas reliquias y él mismo entró en París con ellas, descalzo, depositándolas de forma provisional en la capilla de san Nicolás de su palacio, hasta que se construyera una capilla digna de las reliquias. La Sainte-Chapelle se inició probablemente en 1241 y fue consagrada en 1248.

### El servicio de la Santa Capilla
Gracias a un privilegio ligado a la corona de Francia, el clero de la capilla no dependía del obispo ni de la parroquia en el perímetro de la cual el palacio de la Cité se sitúa, es decir la parroquia de San Bartolomé. Para que esta exención no fuera rechazada por el obispo de París, este no fue invitado a la ceremonia de consagración, que fue presidida por el legado apostólico y el arzobispo de Reims. En 1273, el Papa une oficialmente el clero de la Santa Capilla a la Santa Sede.

## Arquitectura

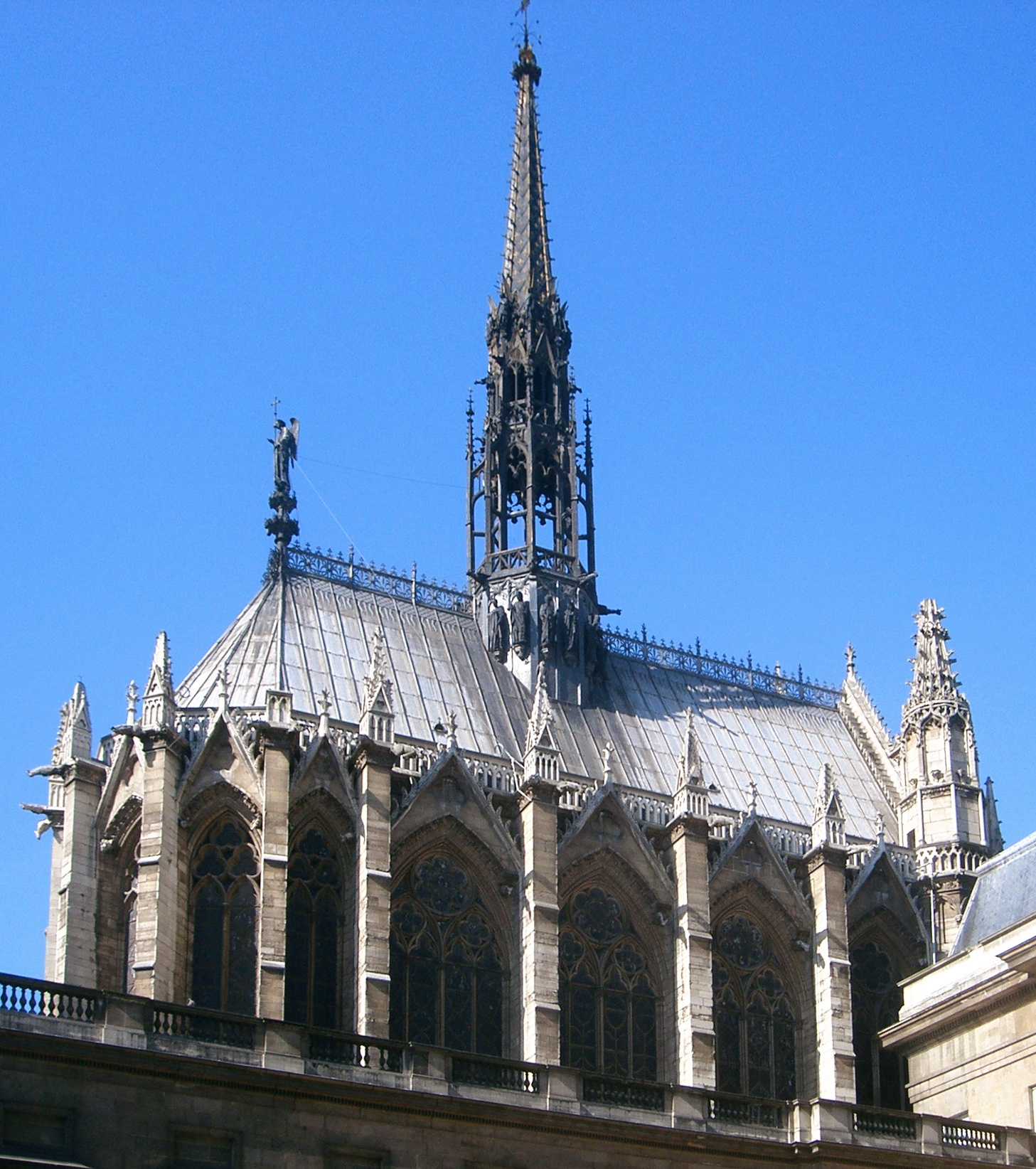
La Santa Capilla vista desde el Palacio de Justicia

El proyecto se debe, probablemente, a Pierre de Montreuil que la edificó en un corto período: de 1242 a 1248. Este edificio es una obra maestra del gótico radiante, al punto que algunos consideran que señala el apogeo de este arte. Concebida como un joyero destinado a contener reliquias debía servir, también, como capilla real construida dentro del mismo palacio, en la Isla de la Cité. Se superponen en ella dos capillas, la inferior para la gente común, y la superior para la corte del rey, como era costumbre en las construcciones de los palacios reales de la Edad Media. En principio, no se podía acceder a la capilla alta más que por medio de las galerías superiores del palacio ya que no se contempló la construcción de una escalera exterior.

### Capilla baja (o inferior)

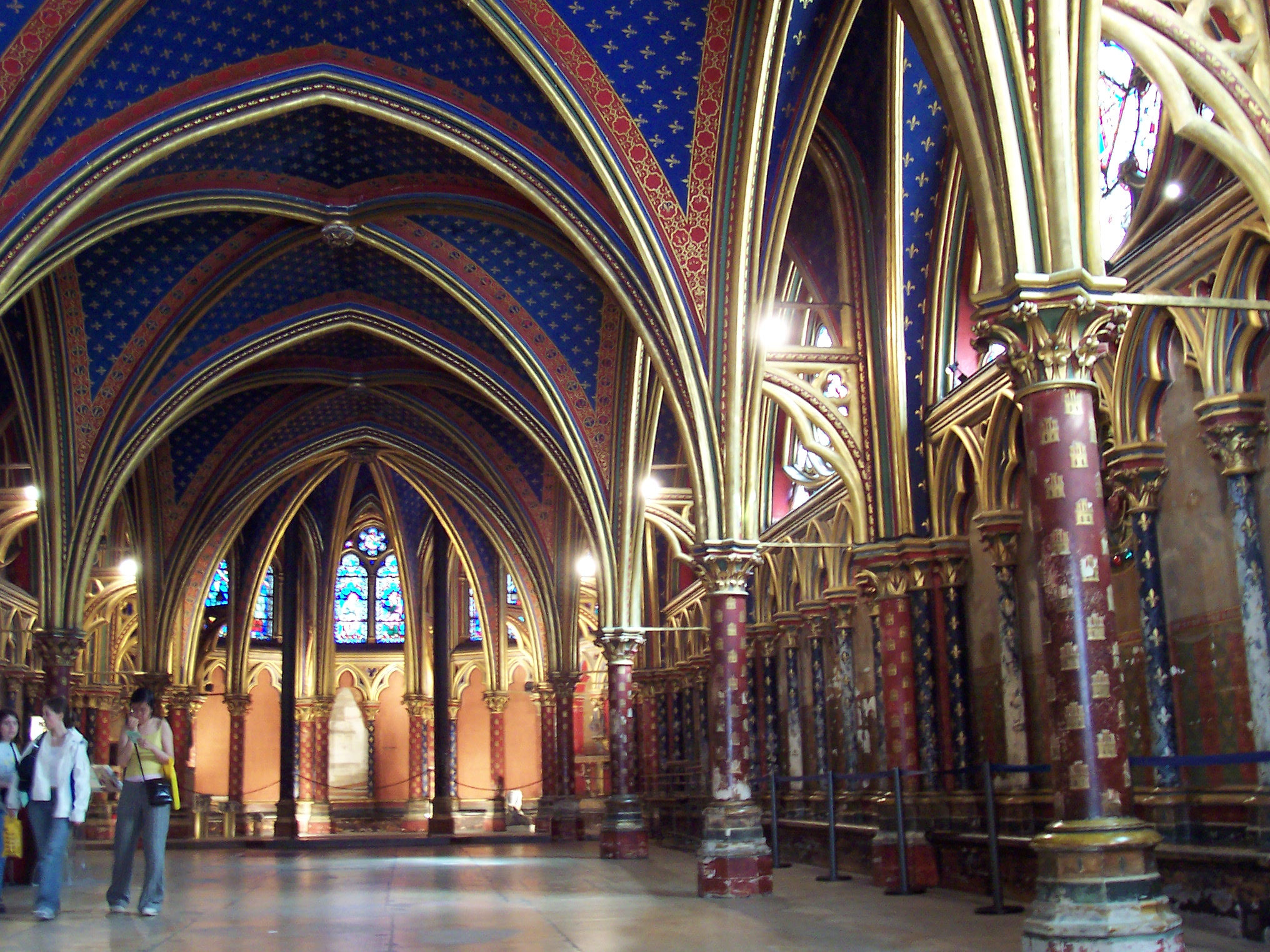
Capilla inferior

La capilla baja, dedicada a la Virgen, accesible para la gente común y al servicio de palacio soporta la capilla alta (o superior).
El techo, sostenido por infinidad de columnas soporta el peso de todo el edificio; la capilla baja se construyó por su utilidad funcional y arquitectónica ya que permitió aliviar al máximo la construcción de la capilla alta y soportar todo el peso de la misma. Esta parte tiene planta de salón con tres naves; la del centro más grande; de detallada decoración policromada. La superior tiene una nave de 20 m de altura. Sobre cada pilastra se levanta la estatua de un apóstol. La esbeltez de las cortas columnas hace que la bóveda parezca más ligera.
Desde el punto de vista decorativo, se distinguen dos tipos de columnas en la Capilla Baja: las columnas azules decoradas con flores de lis, símbolo de la realeza francesa, y las columnas rojas decoradas con castillos de oro, símbolo de Castilla, por ser Luis IX hijo de Blanca de Castilla.

### La capilla alta (o superior)

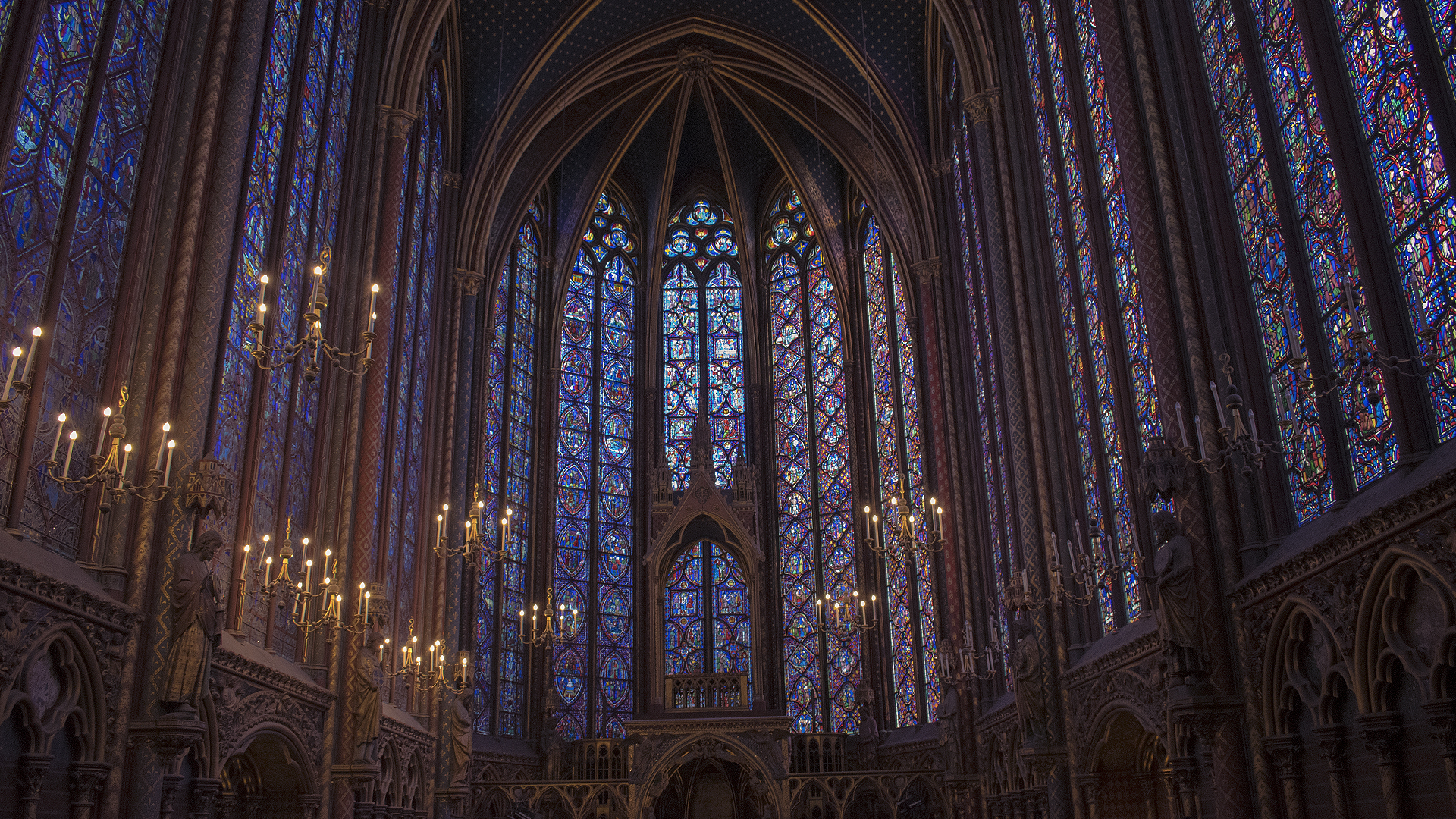
Capilla superior

Las paredes de la capilla alta fueron prácticamente suprimidas, reemplazándolas por altos ventanales que dejan pasar la luz. Las vidrieras representan escenas religiosas. Fueron diseñadas situando a los personajes reales según sus cargos, así las que representan al rey David o al rey Salomón están situados cerca del rey.
Las vidrieras constituyen un conjunto homogéneo; los colores dominantes son el azul, el rojo y el amarillo que dan, a la capilla, un colorido muy característico.
Las ventanas de la nave, de 15,35 metros de alto, por 4,70 metros de ancho, están divididas por cuatro ojivas, encima de las cuales hay un rosetón de 6 lóbulos y 2 cuatrilóbulos (elemento en forma de vejiga de pescado con cuatro lóbulos). Las ventanas del ábside de 13,45 metros de alto, por 2,10 de ancho, sólo tienen dos ojivas y 3 trilóbulos.
Las escenas de las vidrieras representan:
- el Génesis
- el Éxodo
- el libro de los Números
- el Libro de Josué
- el Libro de los Jueces
- el Libro de Isaías
- Juan el Evangelista y la infancia de Cristo
- La Pasión
- la vida de Juan el Bautista y el Libro de Daniel
- el Libro de Ezequiel
- el Libro de Jeremías y el Libro de Tobías
- los libros de Judit y de Job
- el Libro de Ester
- los Libros de los reyes
- La historia de las reliquias de la Pasión

El rosetón (lado Sur), de 9 metros de diámetro, representa el Apocalipsis.

## Galería de imágenes

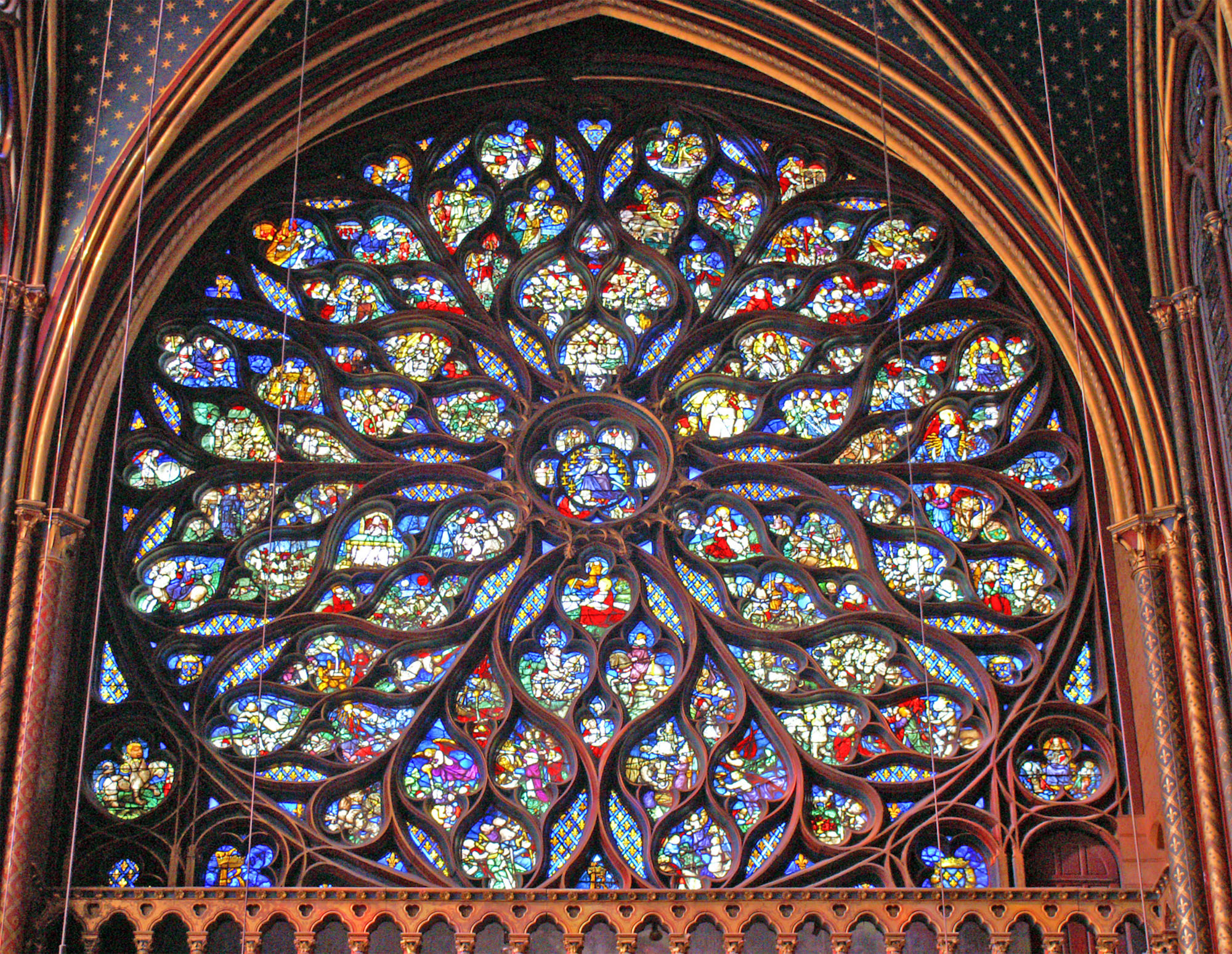
Rosetón
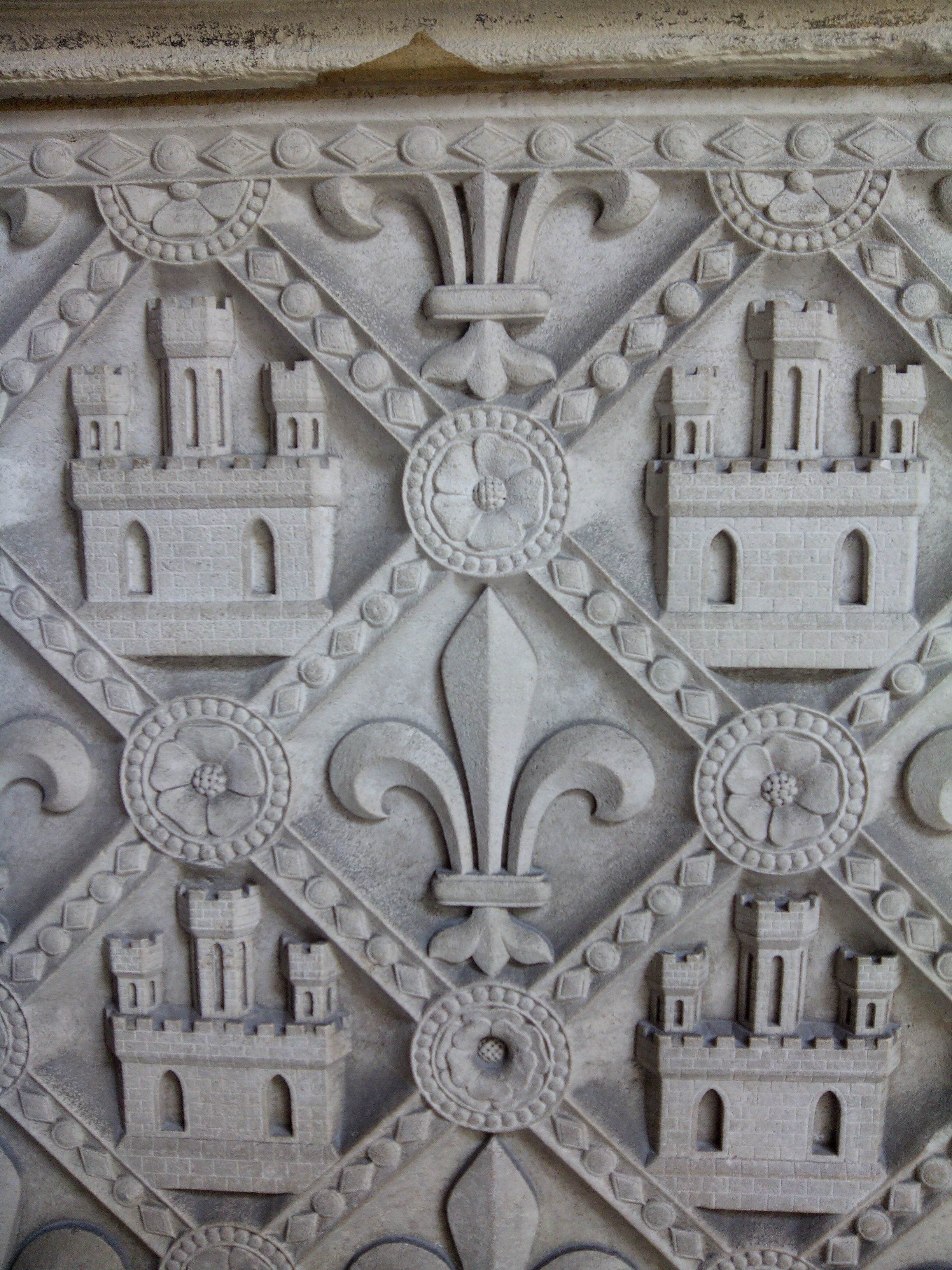
Detalle donde se aprecia la flor de lis y el símbolo de Castilla
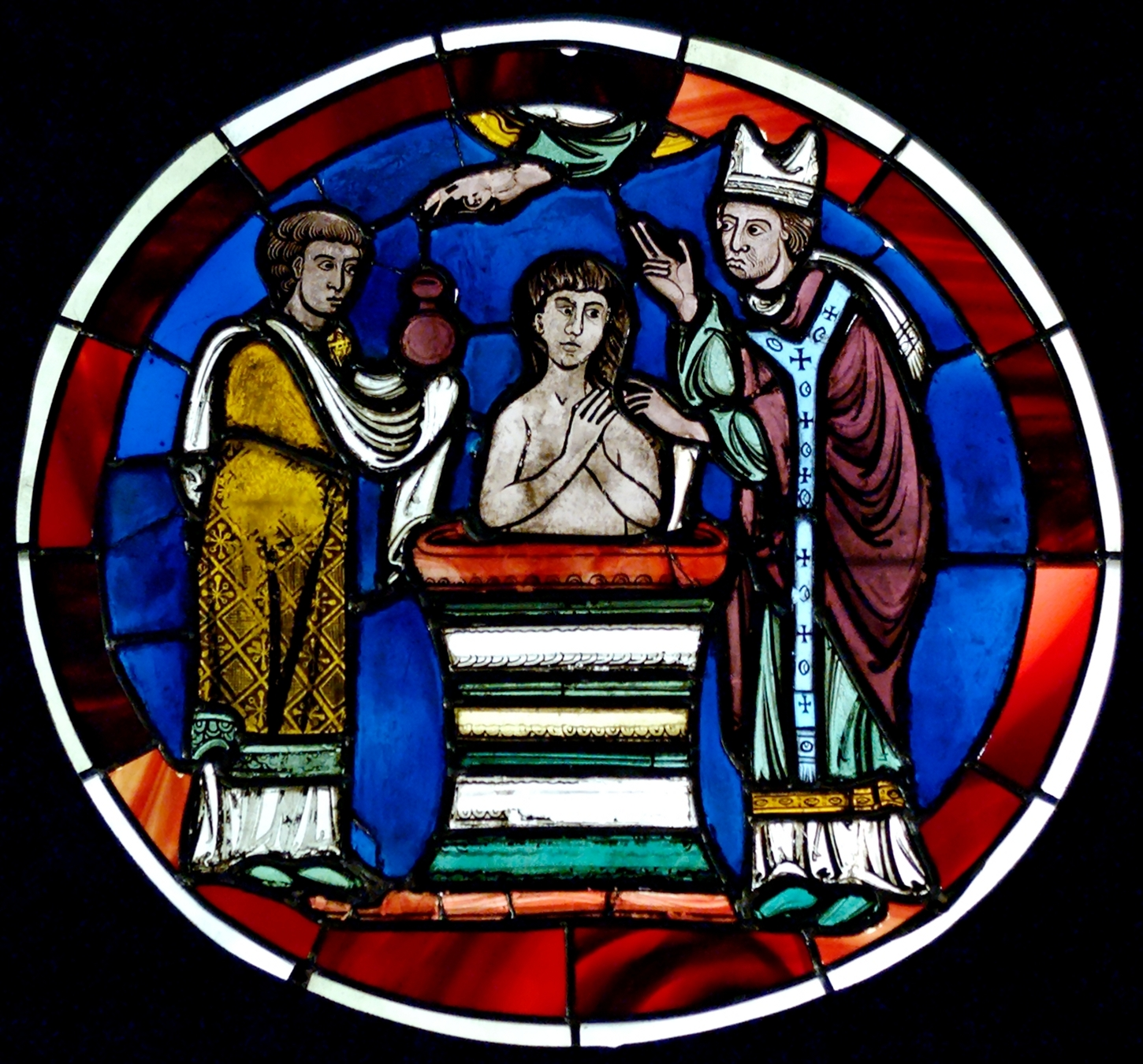
Detalle de un vitral (Museo Nacional de la Edad Media)